# Comvido!
Comvido! (lançado anteriormente como Ritmos Latinos) é o oitavo álbum de estúdio do grupo brasileiro de música pop Dominó. O lançamento ocorreu no Brasil em 1997, pela gravadora Paradoxx Music e no mesmo ano pela Bertelsmann Music Group (BMG) internacionalmente. Trata-se do primeiro álbum com a formação dos integrantes Rodrigo Phavanello, Héber Albêncio, Rodriguinho e Cristiano Garcia. Phavanello e Albêncio já haviam participado do álbum anterior, Provocante, lançado em 1995. 
Inicialmente, o álbum foi lançado com o título Ritmos Latinos e teve pouca divulgação. Apesar disso, chamou a atenção do cantor e empresário francês Patrick Bruel, que levou o grupo para a França, onde o regravaram e o relançaram como Comvido! em terras brasileiras. No que tange aos aspectos sonoros, Comvido! apresenta uma mistura de faixas retrabalhadas de Ritmos Latinos e traz outras inéditas, todas dedicadas principalmente à dance music e à música latina. 
O primeiro single a ser lançado, "Baila Baila Comigo", alcançou grande popularidade nas rádios brasileiras e foi bem-sucedido na França, onde vendeu mais de 250 mil cópias, recebendo um disco de ouro. O grupo promoveu o álbum internacionalmente, participando de festivais e se apresentando em países como Turquia, Tunísia e Líbano fazendo com que Comvido! marcasse o retorno do grupo ao sucesso nas paradas musicais. 

## Ritmos Latinos
No inicio de 1997, o grupo lançou um álbum intitulado Ritmos Latinos que foi considerado um precursor no estilo musical que eles iriam lançar nos anos seguintes, uma vez que sua sonoridade é dedicada quase que exclusivamente a dance music e a música latina. Trata-se do primeiro álbum do grupo cuja formação era composta pelos integrantes Rodrigo Phavanello, Héber Albêncio, Rodriguinho e Cristiano Garcia. Os dois primeiros mencionados faziam parte da formação anterior, que lançou o CD Provocante, em 1995.
O lançamento ocorreu de forma limitada e com pouca divulgação, mesmo assim, o cantor e empresário francês Patrick Bruel ouviu o álbum e serviu como intermediário para levá-los para França. Tal fato fez com que o grupo fosse direto para o país, onde permaneceram durante todo o ano de 1997. Em entrevista a revista G Magazine, o integrante Rodrigo Phavanello revelou: "Gravamos um CD aqui pela Paradoxx Music. O repertório tinha ritmos latinos como um Baila Baila muito diferente do que os brasileiros conhecem. O CD estava pronto para ser lançado aqui, quando um produtor francês ouviu, gostou e nos levou para Paris, onde refizemos o trabalho".

## Comvido!
O álbum  Comvido!, traz a maioria das canções de Ritmos Latinos retrabalhadas e algumas canções inéditas. O álbum chegou a ser lançado em diversos locais, tais como Argentina, Espanha, Polônia e Bulgária.

### Singles
O primeiro single a ser lançado foi o da canção "Baila Baila Comigo" que fez sucesso em rádios brasileiras. Como forma de promovê-lo, foi lançado um videoclipe cujas gravações ocorreram na Tunísia. Na França, a canção atingiu o pico na posição de número cinco e as vendas do single superaram as 250 mil cópias, o que fez com que o mesmo recebesse um disco de ouro pela organização Syndicat National de l'Édition Phonographique. As vendas do single "Baila Baila Comigo" superaram mais de 750 mil cópias no mundo e a música chegou a ser executada em rádios de mais de 30 países.
O segundo single a ser lançado foi a faixa "Estoy Queriendo Contigo", uma versão remix da original que foi incluída no álbum Ritmos Latinos, de 1997.

### Divulgação
Promovendo a carreira internacional, o grupo participou do festival de verão no Parc des Princes e apresentou-se em países como Turquia, Tunísia e Líbano.

### Desempenho comercial
Comercialmente, Comvido! marca o retorno do grupo ao sucesso nas paradas musicais, após uma recepção moderada com os álbuns e músicas lançadas anteriormente. Marca também, a segunda investida do Dominó na carreira internacional, após o lançamento de Dominó en Español, lançado em 1985, em alguns países latinos. No Brasil, as vendas de Comvido! atingiram as 100 mil cópias, o que o tornou elegível a um disco de ouro. O prêmio foi entregue no programa Domingo Legal, do SBT, apresentado na época por Gugu Liberato.

## Lista de faixas
Créditos adaptados dos encartes dos CDs: Comvido! (Versões brasileira e francesa) e Ritmos Latinos (versões brasileira e argentina), lançados em 1997.
| Edição nacional |                                               |                                                            | |         |  |
| N.º             | Título                                        | Compositor(es)                                             | Notas | Duração |  |
| 1.              | "Baila Baila Comigo Medley [Radio Edit]"      | Carlos Silva, Santiago Malnati "Mister Sam"                | | 3:14    |  |
| 2.              | "Comvido!"                                    | Andres Roé, Malnati                                        | | 2:53    |  |
| 3.              | "Vem Bailar"                                  | Malnati                                                    | | 3:31    |  |
| 4.              | "Cara de Cigana"                              | J. Osvaldo Orquera, Ruben Lotes, versão de Carlinhos Muniz | A faixa é uma versão de "Cara de gitana" de 1978 do cantor argentino Daniel Magal.                                                   | 3:29    |  |
| 5.              | "Estoy queriendo contigo"                     | Sérgio Facheli, versão de Anna Fernandez e Bethy Guzzo     | A faixa é uma versão da música do cantor uruguaio Sérgio Facheli.                                                                    | 3:20    |  |
| 6.              | "Muitas Vidas"                                | Rodrigo Laguna, Vivian Teri                                | | 4:12    |  |
| 7.              | "O Amor Está No Ar"                           | Agostinho dos Santos, João Teixeira                        | A faixa é uma regravação de uma famosa música que é conhecida na versão do cantor australiano John Paul Young, "Love Is in the Air". |         |  |
| 8.              | "Si Tu Estás (If You're Not Here By My Side)" |                                                            | |         |  |
| 9.              | "Vamos Cantar"                                | Malnati                                                    | | 3:42    |  |
| 10.             | "Salsa & Merengue"                            |                                                            | |         |  |
| 11.             | "Baila Baila Comigo"                          | Silva, Malnati                                             | | 3:19    |  |

| Edição internacional |                                    |                                           |         |  |
| N.º                  | Título                             | Compositor(es)                            | Duração |  |
| 1.                   | "Baïla Baïla Comigo"               | Silva, Malnati                            | 3:19    |  |
| 2.                   | "Dame Dame"                        | Christian Lachenal                        | 3:35    |  |
| 3.                   | "Carnaval"                         | David Moreau, José Americo Machado Garcia | 3:16    |  |
| 4.                   | "Só Você Me Dá"                    | Moreau, Garcia                            | 3:24    |  |
| 5.                   | "Comvido"                          | Roé, Malnati                              | 2:53    |  |
| 6.                   | "Cara de Cigana"                   | Orquera, Lotes, Muniz                     | 3:29    |  |
| 7.                   | "Vamos a Cantar"                   | Malnati                                   | 3:42    |  |
| 8.                   | "Muitas Vidas"                     | Laguna, Teri                              | 4:12    |  |
| 9.                   | "Estoy queriendo contigo"          | Facheli, Fernandez, Guzzo                 | 3:20    |  |
| 10.                  | "Vem a Bailar"                     | Malnati                                   | 3:31    |  |
| 11.                  | "Tô Maluco"                        | D. J. Cuca, M. Smith, Rodrigues           | 3:43    |  |
| 12.                  | "Baïla Baïla Comigo (Carioca Mix)" | Silva, Malnati                            | 4:33    |  |
| Duração total:       | Duração total:                     | Duração total:                            | 40:57   |  |

| Ritmos Latinos |                                                                                             |                                                               |         |  |
| N.º            | Título                                                                                      | Compositor(es)                                                | Duração |  |
| 1.             | "Salsa & Merengue" (Dance Remix)"                                                           | Mister Sam, B. Umbella, C. Muniz                              | 3:00    |  |
| 2.             | "Baila Baila" (Radio Edit)" (A. Baila, Baila / B. O Baile do Umbigo (El Baile del Ombligo)) | M. Sam / C. Silva, M. Sam                                     | 3:12    |  |
| 3.             | "Cara de Cigana (Cara de Gitana)"                                                           | R. Lottes, O. Orquera, C. Muniz                               | 3:15    |  |
| 4.             | "Estoy Queriendo Contigo"                                                                   | Sergio Fochelli, Betty Guzzo, Anna Fernandez, Carlinhos Muniz | 3:25    |  |
| 5.             | "Ritmo Latino - Medley" (Dale Que Dale (Domino Mix) / Ritmo Latino)                         | Constantino Bondy, Dj Juanito / Mister Sam                    | 3:13    |  |
| 6.             | "Muitas Vidas"                                                                              | Rodrigo Laguna, Vivian Perl                                   | 4:00    |  |
| 7.             | "Baila Baila (Remix)" (A. Baila, Baila / B. O Baile do Umbigo (El Baile del Ombligo))       | M. Sam / C. Silva, M. Sam                                     | 2:55    |  |
| 8.             | "Estoy Queriendo Contigo (Country Dance Remix)"                                             | S. Fochelli, B. Guzzo, A. Fernandez, C. Muniz                 | 3:18    |  |
| 9.             | "Salsa & Merengue (Karaoke Mix)" (Bonus Track)                                              | M. Sam, B. Umbella, C. Muniz                                  | 2:56    |  |
| 10.            | "Cara de Cigana (Cara de Gitana) (Karaoke Mix)" (Bonus Track)                               | R. Lottes, O. Orquera, C. Muniz                               | 3:27    |  |
| 11.            | "Baila Baila (Karaoke Mix)" (Bonus Track)                                                   | M. Sam / C. Silva, M. Sam                                     | 2:57    |  |

| Ritmos Latinos (versão argentina) |                                                                                             |                                                               |         |  |
| N.º                               | Título                                                                                      | Compositor(es)                                                | Duração |  |
| 1.                                | "Baila Baila (Batuke Mix)" (A. Baila, Baila / B. O Baile do Umbigo (El Baile del Ombligo))  | Mister Sam / Carlos Silva, M. Sam                             | 3:17    |  |
| 2.                                | "Salsa & Merengue (Dance Remix)"                                                            | M. Sam, B. Umbella, C. Muniz                                  | 3:00    |  |
| 3.                                | "Cara De Cigana (Cara de Guitana)"                                                          | R. Lottes, O. Orquera, C. Muniz                               | 3:15    |  |
| 4.                                | "Estoy Queriendo Contigo"                                                                   | Sergio Fochelli, Betty Guzzo, Anna Fernandez, Carlinhos Muniz | 3:25    |  |
| 5.                                | "Ritmo Latino Medley" (Dale Que Dale (Domino Mix) / Ritmo Latino)                           | Constantino Bandy, DJ Juanito / M. Sam                        | 3:13    |  |
| 6.                                | "Muitas Vidas"                                                                              | Rodrigo Laguna, Vivian Perl                                   | 4:00    |  |
| 7.                                | "Baila Baila (Remix)" (A. Baila, Baila / B. O Baile do Umbigo (El Baile del Ombligo))       | M. Sam / C. Silva, M. Sam                                     | 2:55    |  |
| 8.                                | "Estoy Queriendo Contigo (Country Dance Remix)"                                             | S. Fochelli, B. Guzzo, A. Fernandez, C. Muniz                 | 3:18    |  |
| 9.                                | "Baila Baila (Radio Edit)" (A. Baila, Baila / B. O Baile do Umbigo (El Baile del Ombligo))  | M. Sam / C. Silva, M. Sam                                     | 3:12    |  |
| 10.                               | "Salsa & Merengue (Karaokê Mix)"                                                            | M. Sam, B. Umbella, C. Muniz                                  | 2:56    |  |
| 11.                               | "Cara De Cigana (Karaokê Mix)"                                                              | R. Lottes, O. Orquera, C. Muniz                               | 3:27    |  |
| 12.                               | "Baila Baila (Karaokê Mix)" (A. Baila, Baila / B. O Baile do Umbigo (El Baile del Ombligo)) | M. Sam / C. Silva, M. Sam                                     | 2:57    |  |

## Créditos
Informações extraídas do encarte do CD
- Grupo Dominó – Rodrigo Phavanello, Rodriguinho (Rodrigo Lázaro de Paula), Cristiano Garcia e Héber Albêncio
- Guitarras – Andres Roé (faixas: 1, 8, 9), Giba (faixas: 6, 11), Laurent Hestin (faixas: 2 até 5, 7)
- Teclados – Andres Roé (faixas: 8, 9), Billy Umbella (faixas: 6, 11), Christian Lachenal (faixas: 1 até 5, 7, 10, 11)
- Percussão – Denis Bernarrosch (faixa 1),  Santiago Malnati "Mister Sam" (faixas: 6, 11)
- Cantor convidado – José Americo Machado Garcia
- Backing vocals – Catia Constantin (faixa 1), Cokie Demaia (faixa 5)
- Fotografia – F. Joubert, J.L. Buro
- Produção – Aldo Veiga (faixas: 1 até 5, 7 até 10, 12), Saïdou Khalidou (faixas: 1 até 5, 7 até 10, 12), Santiago Malnati "Mister Sam" (faixas: 6, 11)
- Programação – Christian Lachenal (faixas: 1 até 5, 7 até 10, 12)
- Gravação – Christophe Dupouy (faixas: 1 até 5, 7 até 10, 12)
- Gravação (assistente) – Le Grand Stéphane (faixas: 1 até 5, 7 até 10, 12), Yanne Nottara (faixas: 1 até 5, 7 até 10, 12)

## Certificações e vendas
| Região | Certificação | Vendas certificadas |
| ------ | ------------ | ------------------- |
| Brasil | Ouro         | 100,000             |

## Números de catálogo
| Ano  | Título         | Número de catálogo | País      | Refs.  |
| ---- | -------------- | ------------------ | --------- | ------ |
| 1997 | Baila Baila    | CCD11004           | Brasil    | [ 26 ] |
| 1997 | Ritmos Latinos | OXX 1602-1         | Brasil    | [ 19 ] |
| 1997 | Ritmos Latinos | 5219 2 6/COD 1.30  | Argentina | [ 23 ] |
| 1997 | Comvido!       | 1507025-1          | Brasil    | [ 2 ]  |
| 1997 | Comvido!       | 74321501462        | França    | [ 3 ]  |